# Triathlon Séries 2024
Navigation
Grand Prix de triathlon 2023 Triathlon Séries 2025
Triathlon Séries 2024 est le nom que prend le Grand Prix de triathlon en 2024, support des championnats de France des clubs de triathlon de 1er division. Il est composé d'un circuit de cinq courses organisées par la Fédération française de triathlon (FFTRI). Chaque course est disputée au format « sprint » soit 750 m de natation, 20 km de cyclisme et 5 km de course à pied.
La compétition se déroule du 4 mai au 14 septembre 2024.

## Calendrier
| Étapes   | Date              | Villes              |
| -------- | ----------------- | ------------------- |
| 1° étape | 4 mai 2024        | Fréjus              |
| 2° étape | 8 juin 2024       | Metz                |
| 3° étape | 29 juin 2024      | Bordeaux            |
| 4° étape | 7 septembre 2024  | Quiberon            |
| 5° étape | 14 septembre 2024 | Saint-Jean-de-Monts |

## Équipes engagées
Les clubs peuvent présenter des équipes masculines ou féminines selon leurs effectifs.

### Hommes
- Poissy Triathlon

- Triathlon Club Liévin

- Les Sables Vendée Triathlon

- St-Jean-de-Monts-Vendée Triathlon

- Metz Triathlon

- Triathl'Aix

- Triathlon Toulouse Métropole

- Valence Triathlon

- Mont-Saint-Aignan Triathlon

- Sainte Geneviève Triathlon

- Evreux AC Triathlon

- Vitrolles Triathlon

- Tri Val de Gray

- Mach 3 Vienne-Condrieu Agglomération

- Issy Triathlon

- Pontivy Triathlon

### Femmes
- Poissy Triathlon

- Issy Triathlon

- Triathlon Club Liévin

- Tri Val de Gray

- Stade Poitevin Triathlon

- Brive Limousin Triathlon

- Vals du Dauphiné Olympic

- Les Tritons Meldois

- Metz Triathlon

- Valence Triathlon

- La Rochelle triathlon

- Triathlon Club Châteauroux Métropole 36

- Team Nissa Triathlon

- Groupe Triathlon Vesoul Haute-Saône

- Triathlon Toulouse Métropole

- Les Sables Vendée Triathlon

## Résultats

### Fréjus
| Position           | Hommes                      | Femmes           |
| ------------------ | --------------------------- | ---------------- |
| Médaille d'or      | Triathlon Club Liévin       | Poissy Triathlon |
| Médaille d'argent  | Valence Triathlon           | Issy Triathlon   |
| Médaille de bronze | Les Sables Vendée Triathlon | Tri Val de Gray  |

### Metz
| Position           | Hommes                      | Femmes              |
| ------------------ | --------------------------- | ------------------- |
| Médaille d'or      | Triathlon Club Liévin       | Issy Triathlon      |
| Médaille d'argent  | Sainte Geneviève Triathlon  | Les Tritons Meldois |
| Médaille de bronze | Les Sables Vendée Triathlon | Poissy Triathlon    |

### Bordeaux
| Position           | Hommes                            | Femmes           |
| ------------------ | --------------------------------- | ---------------- |
| Médaille d'or      | Metz Triathlon                    | Issy Triathlon   |
| Médaille d'argent  | Triathlon Club Liévin             | Poissy Triathlon |
| Médaille de bronze | St-Jean-de-Monts-Vendée Triathlon | Tri Val de Gray  |

### Quiberon
| Position           | Hommes                      | Femmes                                  |
| ------------------ | --------------------------- | --------------------------------------- |
| Médaille d'or      | Poissy Triathlon            | Poissy Triathlon                        |
| Médaille d'argent  | Les Sables Vendée Triathlon | Tri Val de Gray                         |
| Médaille de bronze | Valence Triathlon           | Triathlon Club Châteauroux Métropole 36 |

### Saint-Jean-de-Monts
| Position           | Hommes                      | Femmes           |
| ------------------ | --------------------------- | ---------------- |
| Médaille d'or      | Poissy Triathlon            | Tri Val de Gray  |
| Médaille d'argent  | Les Sables Vendée Triathlon | Poissy Triathlon |
| Médaille de bronze | Triathlon Club Liévin       | Issy Triathlon   |

## Classement général final
| Position | Hommes                               | Hommes | Femmes                                  | Femmes |
| Position | Équipes                              | Points | Équipes                                 | Points |
| -------- | ------------------------------------ | ------ | --------------------------------------- | ------ |
|          | Triathlon Club Liévin                | 90     | Poissy Triathlon                        | 101    |
|          | Les Sables Vendée Triathlon          | 90     | Issy Triathlon                          | 96     |
|          | Poissy Triathlon                     | 79     | Tri Val de Gray                         | 90     |
| 4e       | Valence Triathlon                    | 78,5   | Triathlon Toulouse Métropole            | 78,5   |
| 5e       | Metz Triathlon                       | 76,5   | Vals du Dauphiné Olympic                | 68,5   |
| 6e       | Sainte Geneviève Triathlon           | 75     | Metz Triathlon                          | 58     |
| 7e       | St-Jean-de-Monts-Vendée Triathlon    | 59,5   | Les Sables Vendée Triathlon             | 56,5   |
| 8e       | Triathlon Toulouse Métropole         | 56     | Triathlon Club Châteauroux Métropole 36 | 54     |
| 9e       | Mach 3 Vienne-Condrieu Agglomération | 49     | Triathlon Club Liévin                   | 51,5   |
| 10e      | Issy Triathlon                       | 43,5   | Valence Triathlon                       | 40     |
| 11e      | Triathl'Aix                          | 40     | Les Tritons Meldois                     | 38     |
| 12e      | Tri Val de Gray                      | 38     | Groupe Triathlon Vesoul Haute-Saône     | 35,5   |
| 13e      | Evreux AC Triathlon                  | 35,5   | Team Nissa Triathlon                    | 31,5   |
| 14e      | Vitrolles Triathlon                  | 29,5   | Stade Poitevin Triathlon                | 30,5   |
| 15e      | Pontivy Triathlon                    | 17     | Brive Limousin Triathlon                | 25     |
| 16e      | Mont-Saint-Aignan Triathlon          | 12     | La Rochelle Triathlon                   | 24     |

## Résultats individuels
| Hommes                                        | Fréjus | Metz | Bordeaux | Quiberon | Saint-Jean-de-Monts |
| --------------------------------------------- | ------ | ---- | -------- | -------- | ------------------- |
| Alex Yee (Valence Triathlon)                  | 1er    |      |          |          |                     |
| Hayden Wilde (Triathlon Club Liévin)          | 2e     |      | 1er      |          |                     |
| Tim Hellwig (Triathlon Club Liévin)           | 3e     |      |          |          |                     |
| Matthew Hauser (Triathlon Club Liévin)        |        | 1er  |          |          |                     |
| Mitch Kolkman (Issy Triathlon)                |        | 2e   |          |          |                     |
| Lasse Lührs (Valence Triathlon)               |        | 3e   |          |          |                     |
| Maxime Hueber-Moosbrugger (Metz Triathlon)    |        |      | 2e       |          |                     |
| Aurélien Jem (Metz Triathlon)                 |        |      | 3e       | 3e       |                     |
| Dorian Coninx (Poissy Triathlon)              |        |      |          | 1er      | 1er                 |
| Pierre Le Corre (Les Sables Vendée Triathlon) |        |      |          | 2e       | 2e                  |
| Tom Richard (Poissy Triathlon)                |        |      |          |          | 3e                  |

| Femmes                                       | Fréjus | Metz | Bordeaux | Quiberon | Saint-Jean-de-Monts |
| -------------------------------------------- | ------ | ---- | -------- | -------- | ------------------- |
| Jessica Fullagar (Tri Val de Gray)           | 1er    |      |          |          |                     |
| Candice Denizot (Poissy Triathlon)           | 2e     |      | 3e       |          |                     |
| Zsanett Bragmayer (Metz Triathlon)           | 3e     |      |          |          |                     |
| Cathia Schär (Vals du Dauphiné Olympic)      |        | 1er  |          |          |                     |
| Ambre Grasset (Issy Triathlon)               |        | 2e   |          |          |                     |
| Tanja Neubert (Les Tritons Meldois)          |        | 3e   |          |          |                     |
| Laura Lindemann (Tri Val de Gray)            |        |      | 1er      |          |                     |
| Léonie Périault (Issy Triathlon)             |        |      | 2e       |          |                     |
| Sandra Dodet (Poissy Triathlon)              |        |      |          | 1er      |                     |
| Jolien Vermeylen (Issy Triathlon)            |        |      |          | 2e       |                     |
| Diana Isakova (Les Sables Vendée Triathlon)  |        |      |          | 3e       |                     |
| Jeanne Lehair (Les Sables Vendée Triathlon)  |        |      |          |          | 1er                 |
| Emma Lombardi (Vals du Dauphiné Olympic)     |        |      |          |          | 2e                  |
| Maria Velasquez (Triathlon Club Châteauroux) |        |      |          |          | 3e                  |